# Господин Динев
Господин Динев е български алпинист, един от изкачилите Южната стена  на връх Комунизъм в Памир през 1986 г. (в алпийски стил по маршрута „Мисловски“, считано за едно от трите най-големи постижения на българския алпинизъм). Изкачването му на осемхилядника Гашербрум II заедно с Радко Рачев е първото българско изкачване на този връх. Достига и Роки Съмит (8035 m), предвършие на Броуд пик. Носител е на званието „Снежен барс“.

## Биография
Роден е на 19 септември 1958 г. в Сливен. Майстор на спорта по алпинизъм от 1988 г. Има многобройни изкачвания в България, Европа, Азия, Южна Америка.
Заедно с Николай Петков, Иван Масларов, Петър Петров и Петко Тотев извършва първото изкачване от българи на голяма стена на седемхилядник (1986) – южната 2500-метрова стена на връх Комунизъм в Памир, една от най-големите в света. Правят го в алпийски стил по маршрута „Мисловски“, при това най-бързо до този момент: за 7 дни (27 юли – 2 август 1986).
Динев и Радко Рачев са първите българи, стъпили на осемхилядника Гашербрум II – безкислородно изкачване на 23 юли 1992 г.
През 2001 г. изкачва още една връхна точка над 8000 метра – Роки Съмит, предвършие на Броуд пик.
Изкачил е най-високите върхове в Съветския съюз –  Комунизъм (7495 m) (два пъти),  Ленин (7134 m) и Корженевска (7105 m) в Памир и Хан Тенгри (6995 m) в Тяншан. За това постижение е носител на званието „Снежен барс“.
В  Андите изкачва връх Аконкагуа (6962 m), има трудни изкачвания в Алпите и Кавказ. Участник в българската национална експедиция на Анапурна през 1989 г.
На 15 март 2023 г. поема отново към Хималаите с цел изкачване на три осемхилядника: Анапурна, Дхаулагири и Макалу, в алпийски стил, без шерпи и без допълнителен кислород. Под Анапурна се оказва, че участниците трябва да заплатят за шерп, независимо дали желаят подобна услуга, и че за него няма осигурена малка палатка, която да носи при самостоятелно изкачване. Включва се в първата група към върха и участва в изграждането на парапетите и височинните лагери. В началото на атаката назначеният му шерп изпуска раницата с палатката и спалния чувал, което налага спускане от 1000 метра, за да намерят багажа. Поради паднала по-горе лавина и спасителна операция е невъзможно да предприеме нов опит. След влошаване на здравословното му състояние отпътува към Катманду. Завръща се в България на 22 април.